# 南箕輪村
南箕輪村（みなみみのわむら）は、長野県南部に位置する上伊那郡の村。県内において最も人口の多い村である。東西に大きく2つの飛び地になっている。信州大学農学部のキャンパスがある。

## 地理

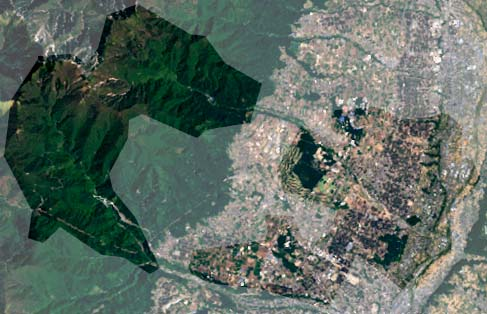
村域のランドサット衛星写真。

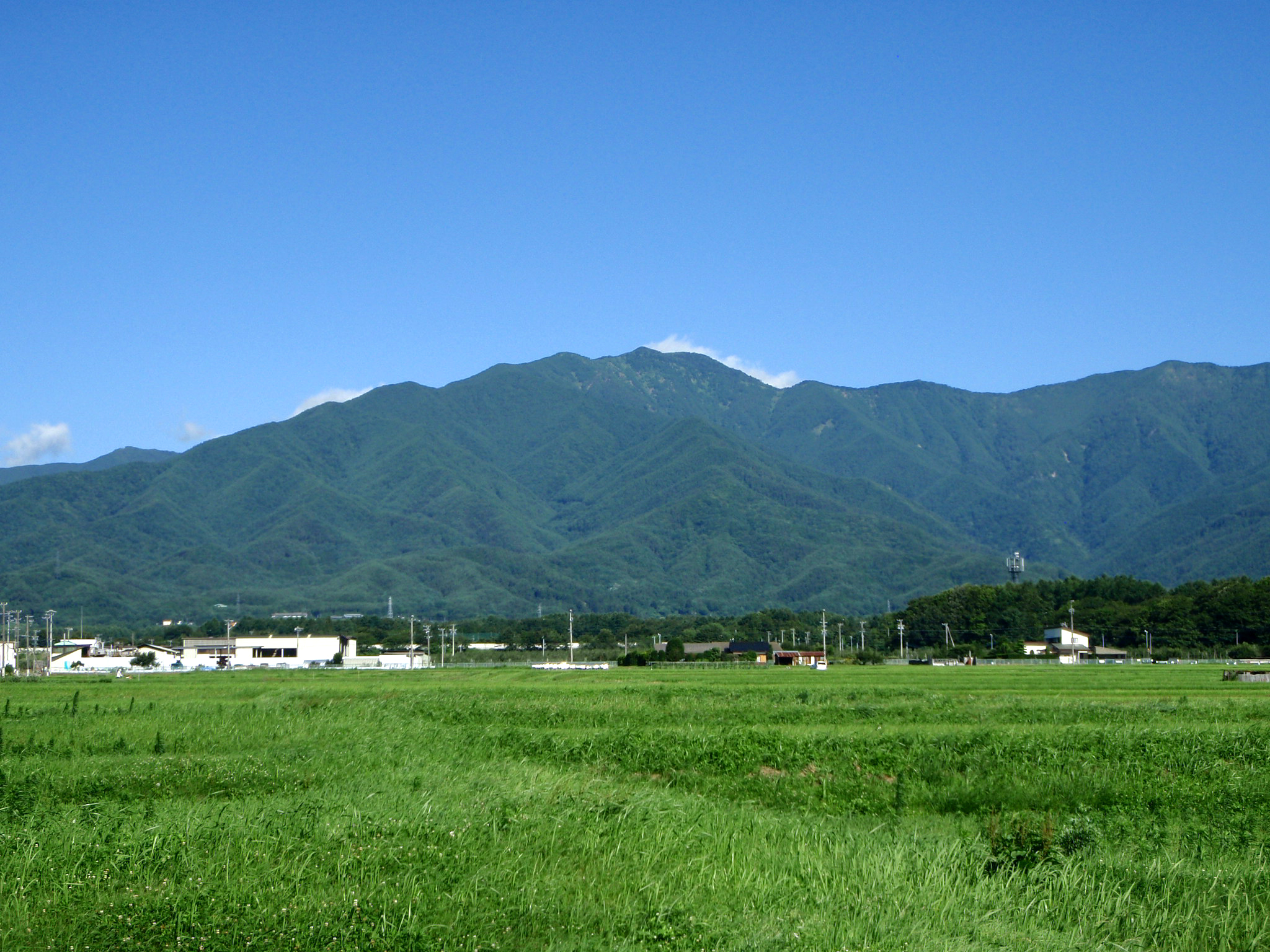
南箕輪村の風景と経ヶ岳

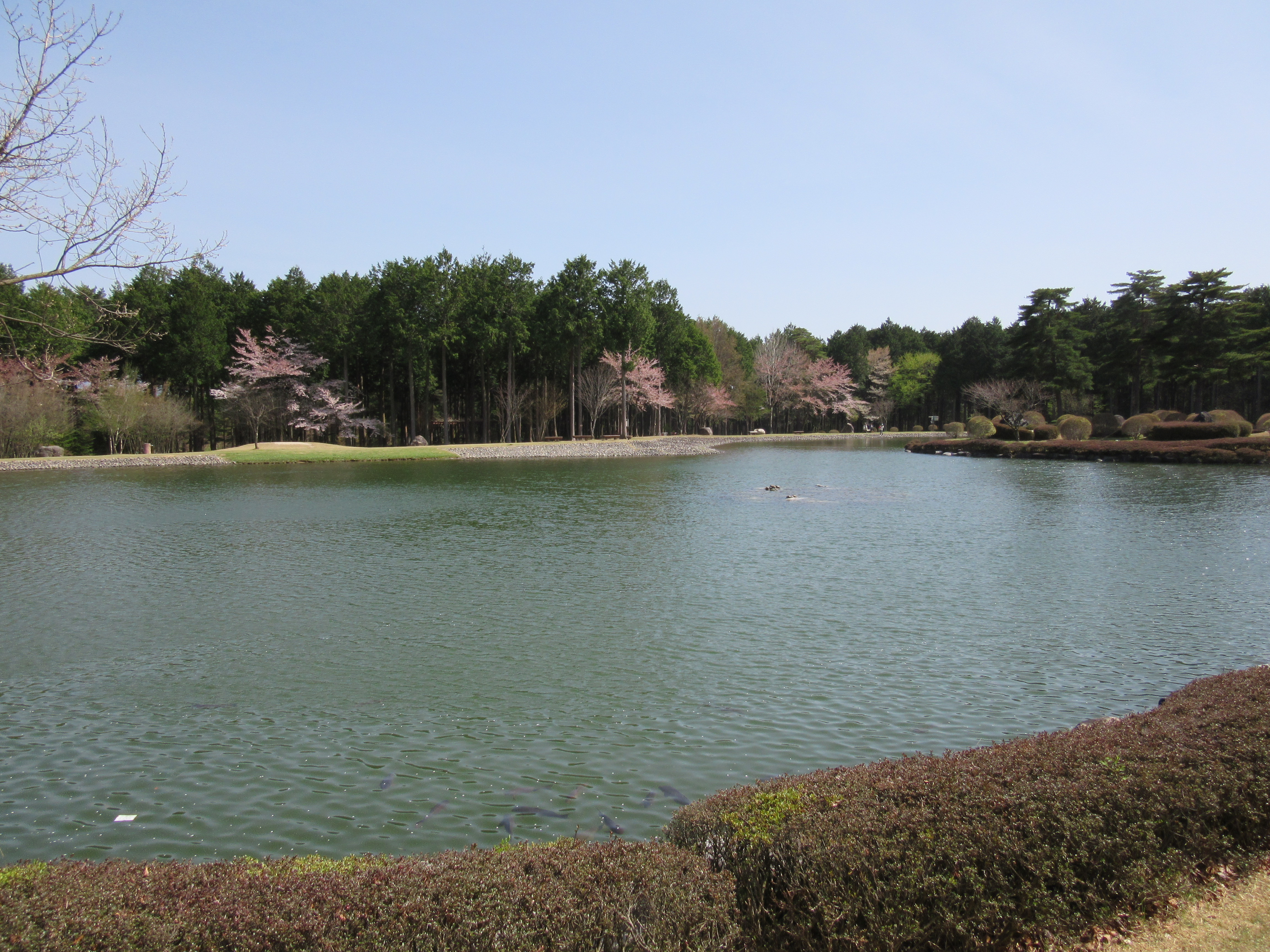
大芝湖

面積40.99平方キロメートルのうち半分を占める21.7平方キロメートルは伊那市西箕輪を挟んで西側の飛び地部分の面積である。飛び地は南箕輪村の合併前の6村共同の入会地であった山林であり、定住者はいない。

### 位置
市街地は伊那谷を流れる天竜川の河岸段丘（古くから河岸段丘とは言われているが、20世紀末頃から断層とする説が有力である）上に位置する。また、西側の飛び地（木曽地域)は中央アルプス北部の経ヶ岳を含む。
村内に中央自動車道伊那インターチェンジが所在し、東京・名古屋からの所要時間はともに約2時間半である。
また、2006年には権兵衛トンネルが開通し、本村と木曽地域との間が約30分で往来できるようになった。

### 地形

#### 山岳
主な山
- 経ヶ岳 - 2296m

#### 河川
主な川
- 天竜川

主な渓谷
- 伊那谷

#### 湖沼
主な湖
- 大芝湖

### 地域
村内は12の地区に分かれている。ただし大字とは異なるものであり、住所表記上は使用せず番地のみを使用する。

#### 地区
- 久保（くぼ）
- 中込（なかごめ）
- 塩ノ井（しおのい）
- 北殿（きたとの）
- 南殿（みなみとの）
- 田畑（たばた）
- 神子柴（みこしば）
- 沢尻（さわじり）
- 南原（みなみはら）
- 大芝（おおしば）
- 大泉（おいずみ）
- 北原（きたはら）

### 人口
県内の村では最多。全国の村の中では第6位。人口は微増傾向にあり、国立社会保障・人口問題研究所が発表する日本の将来推計人口（令和5年推計）によると、村は2020年と2050年を比較して人口が増加している77市町村に、県内で唯一選ばれている。伊那市への通勤率は30.43%（平成27年国勢調査）
| |                                          |  |
| 南箕輪村と全国の年齢別人口分布（2005年） | 南箕輪村の年齢・男女別人口分布（2005年） |  |
| ■紫色 ― 南箕輪村 ■緑色 ― 日本全国 | ■青色 ― 男性 ■赤色 ― 女性                |  |
| 南箕輪村（に相当する地域）の人口の推移 \| 1970年（昭和45年） \| 6,660人 \| \| \| 1975年（昭和50年） \| 7,676人 \| \| \| 1980年（昭和55年） \| 8,877人 \| \| \| 1985年（昭和60年） \| 9,910人 \| \| \| 1990年（平成2年） \| 10,666人 \| \| \| 1995年（平成7年） \| 12,133人 \| \| \| 2000年（平成12年） \| 13,404人 \| \| \| 2005年（平成17年） \| 13,620人 \| \| \| 2010年（平成22年） \| 14,543人 \| \| \| 2015年（平成27年） \| 15,063人 \| \| \| 2020年（令和2年） \| 15,797人 \| \| |                                          |  |
| 総務省統計局 国勢調査より |                                          |  |
| 1970年（昭和45年） | 6,660人                                  |  |
| 1975年（昭和50年） | 7,676人                                  |  |
| 1980年（昭和55年） | 8,877人                                  |  |
| 1985年（昭和60年） | 9,910人                                  |  |
| 1990年（平成2年） | 10,666人                                 |  |
| 1995年（平成7年） | 12,133人                                 |  |
| 2000年（平成12年） | 13,404人                                 |  |
| 2005年（平成17年） | 13,620人                                 |  |
| 2010年（平成22年） | 14,543人                                 |  |
| 2015年（平成27年） | 15,063人                                 |  |
| 2020年（令和2年） | 15,797人                                 |  |

### 隣接自治体
長野県
- 伊那市
- 塩尻市
- 上伊那郡：辰野町
- 上伊那郡：箕輪町

## 歴史

### 近代
明治時代
- 1875年（明治8年）2月18日 - 筑摩県伊那郡田畑村、神子柴村、大泉村、久保村、南殿村及び北殿村が合併して、南箕輪村が発足する。
- 1876年（明治9年）8月21日 - 長野県の所属となる。
- 1879年（明治12年）1月4日 - 郡区町村編制法の施行により、上伊那郡の所属となる。
- 1889年（明治22年）4月1日 - 町村制の施行により、南箕輪村の区域をもって、南箕輪村が発足する。現在に至る。130年以上も飛び地のままで同じ村域となっている。

## 政治

### 行政

#### 村長
- 村長：藤城栄文（2021年4月16日就任 1期目）

### 議会

#### 村議会
南箕輪村議会
- 議員定数：10人（任期：2027年4月26日まで）
- 議長：原　源次

#### 国会
衆議院
- 長野県第5区

## 施設

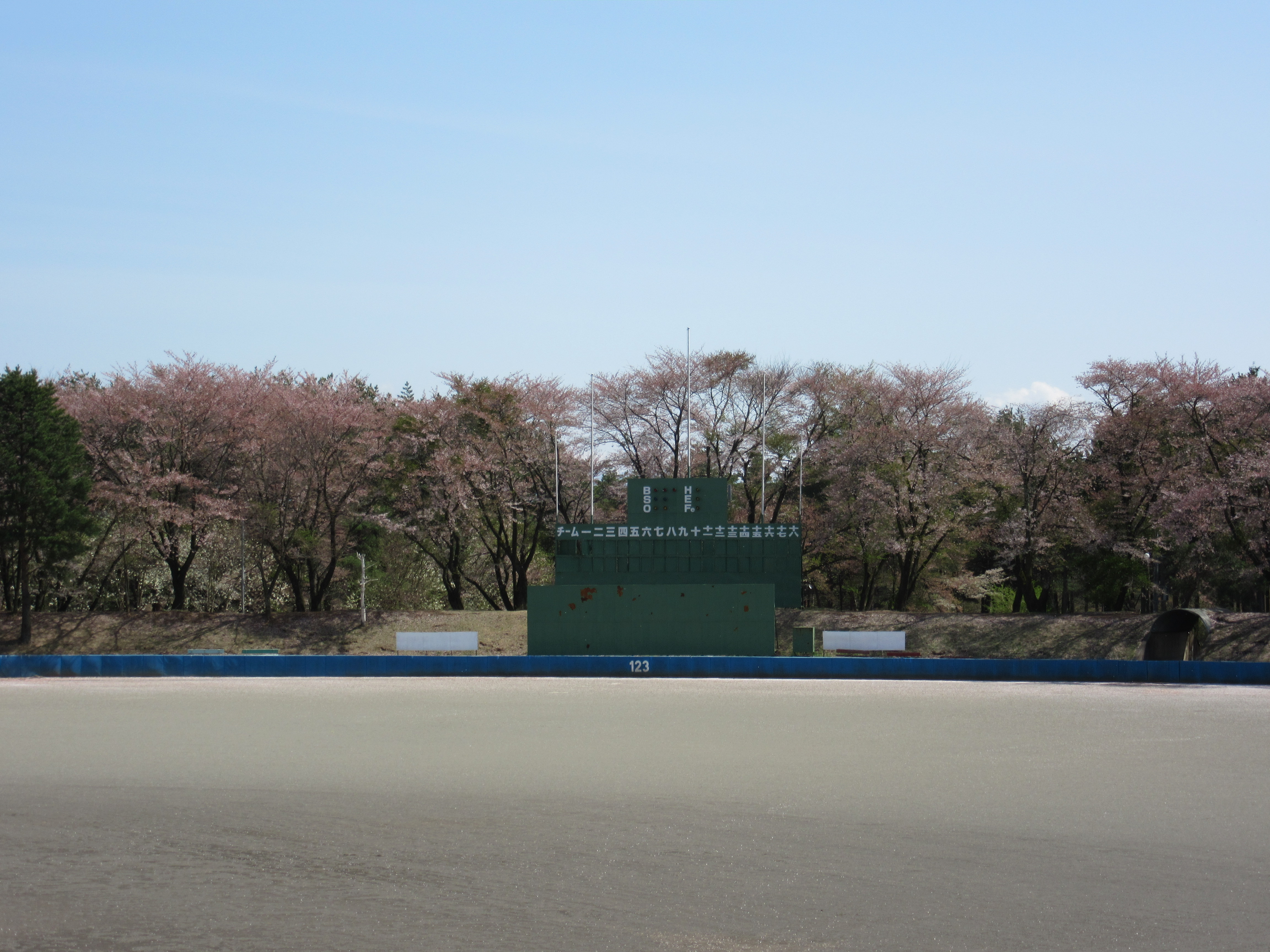
大芝公園野球場

### 警察
本部
- 長野県警察 伊那警察署

駐在所
- 南箕輪村駐在所

### 消防
本部
- 上伊那広域消防本部

### 医療
主な病院・医院
- みなみみのわ内科クリニック
- 小口接骨院
- 長田内科循環器科医院
- くらた歯科医院
- 髙原医院（整形外科・リハビリテーション科）
- 出羽澤整骨院（鍼・灸・マッサージ）
- 東洋リハビ・療養センター（鍼・灸・マッサージ）
- 南信病院（精神科・心療内科）
- 堀田内科クリニック
- みなわ整骨院
- みらい歯科クリニック
- やなぎさわ歯科クリニック
- ゆりの木クリニック（眼科）
- ホーム動物病院

### 郵便局
主な郵便局
- 南箕輪郵便局

### 文化施設
- 村民センター
- 南箕輪村図書館

### 運動施設
- 大芝公園
  - 大芝公園野球場
- 南箕輪村営富士塚運動場
- 南箕輪村村民体育館

## 対外関係

### 姉妹都市・提携都市

#### 国内
姉妹都市
- 伊豆市（中部地方 静岡県） 
1991年（平成3年）2月25日 - 旧田方郡土肥町と姉妹都市提携。

## 経済

### 第一次産業

#### 農業
- いちご - 大芝高原いちご：水耕栽培技術と長い日照時間で育ったいちごは甘くてビタミンＣがたっぷり。
- 稲作 - コシヒカリ「風の村米だより」：まっくんファームが栽培している特別栽培米（有機・減農薬栽培）。2014年には連携している長野県上伊那農業高等学校が、全国お米甲子園で特別優秀賞を受賞した。
- りんご - 寒暖の差が激しく日照時間が長い南箕輪村のりんごは、信州のりんごの中でも色付きがよく味もよい。
- ブルーベリー
- わさび
- 白ネギ
- アスパラガス

農業協同組合
- 上伊那農業協同組合（JA上伊那）
  - 南箕輪支所

## 交通

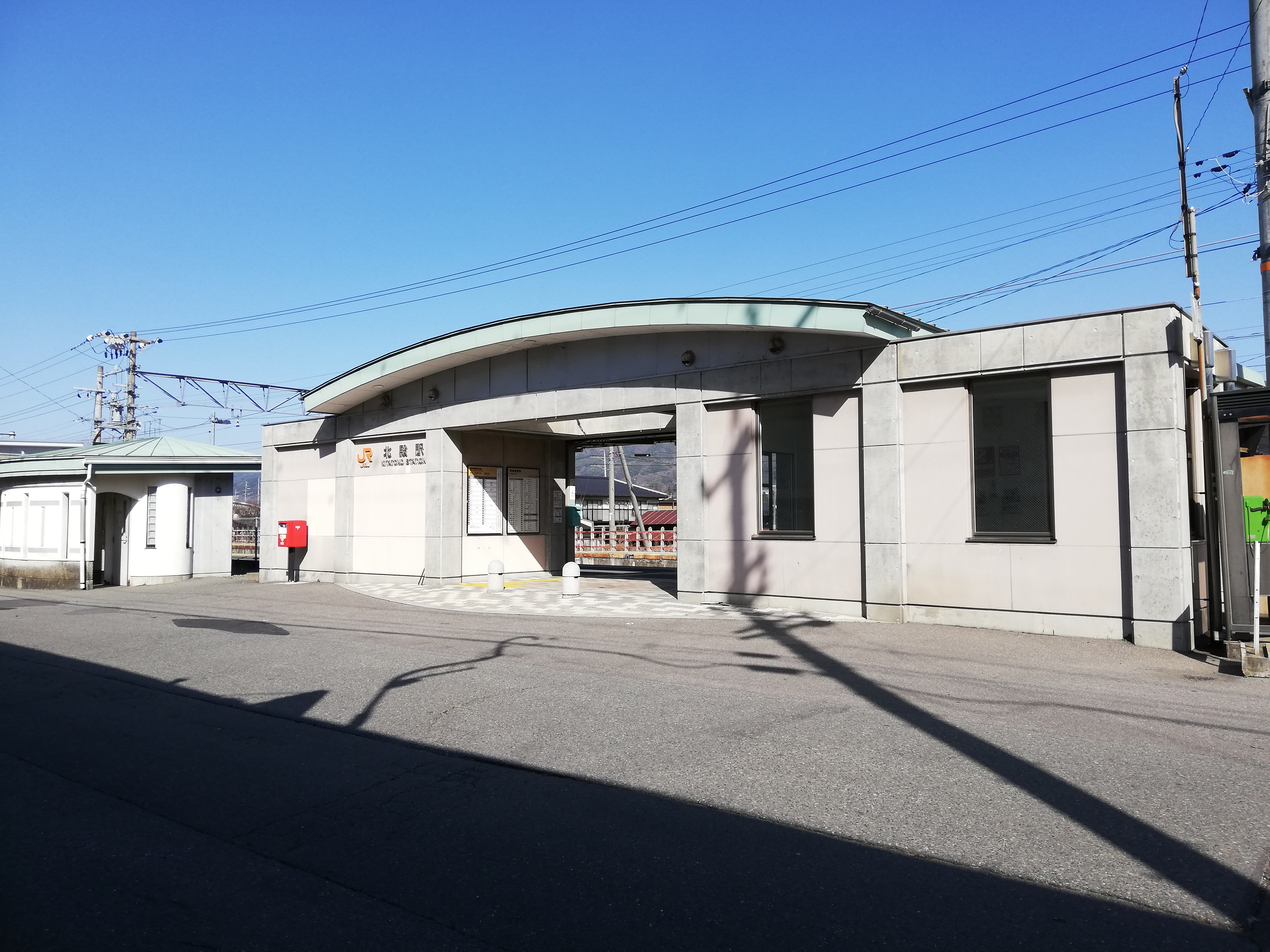
北殿駅

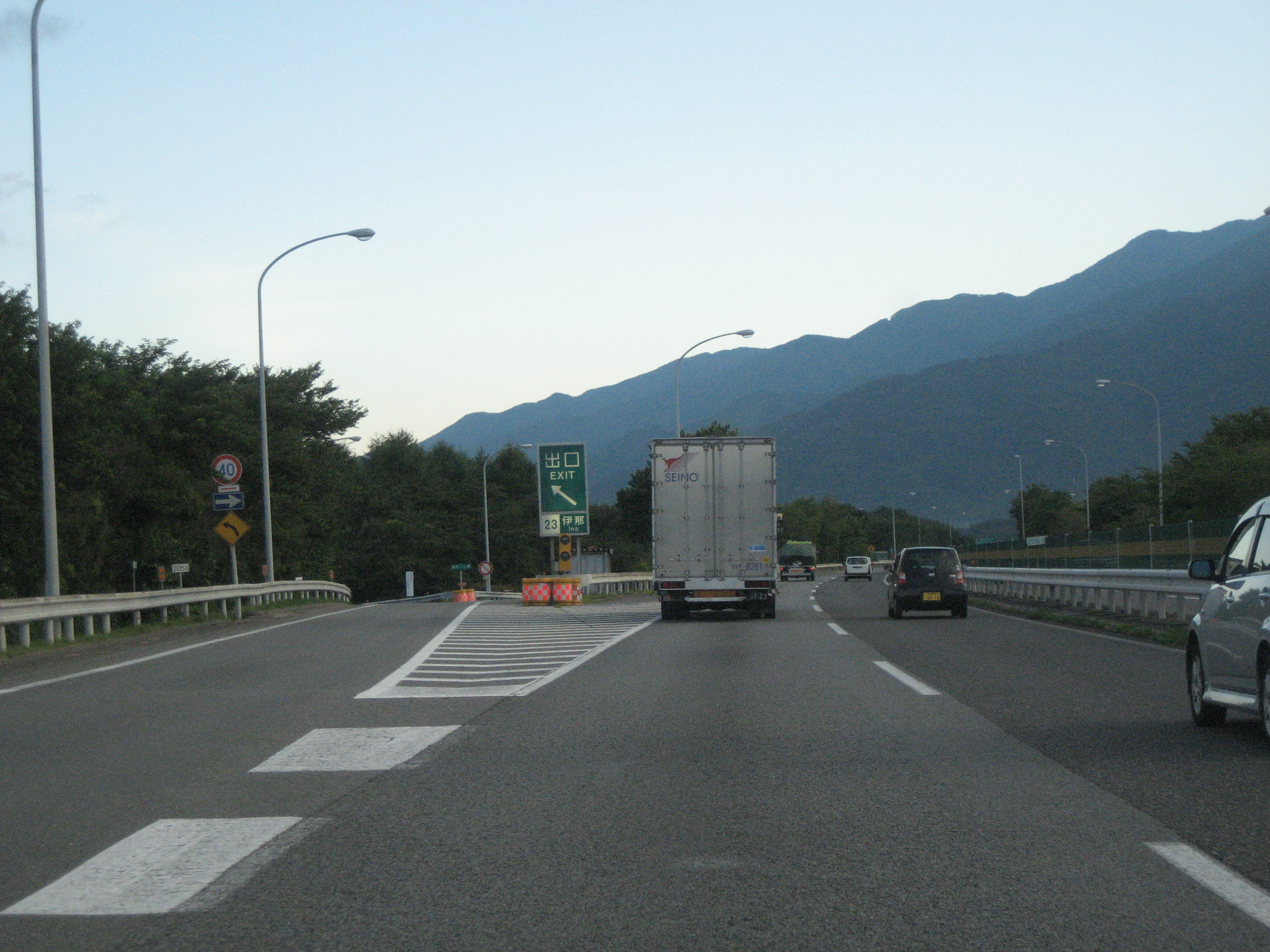
伊那IC出口付近

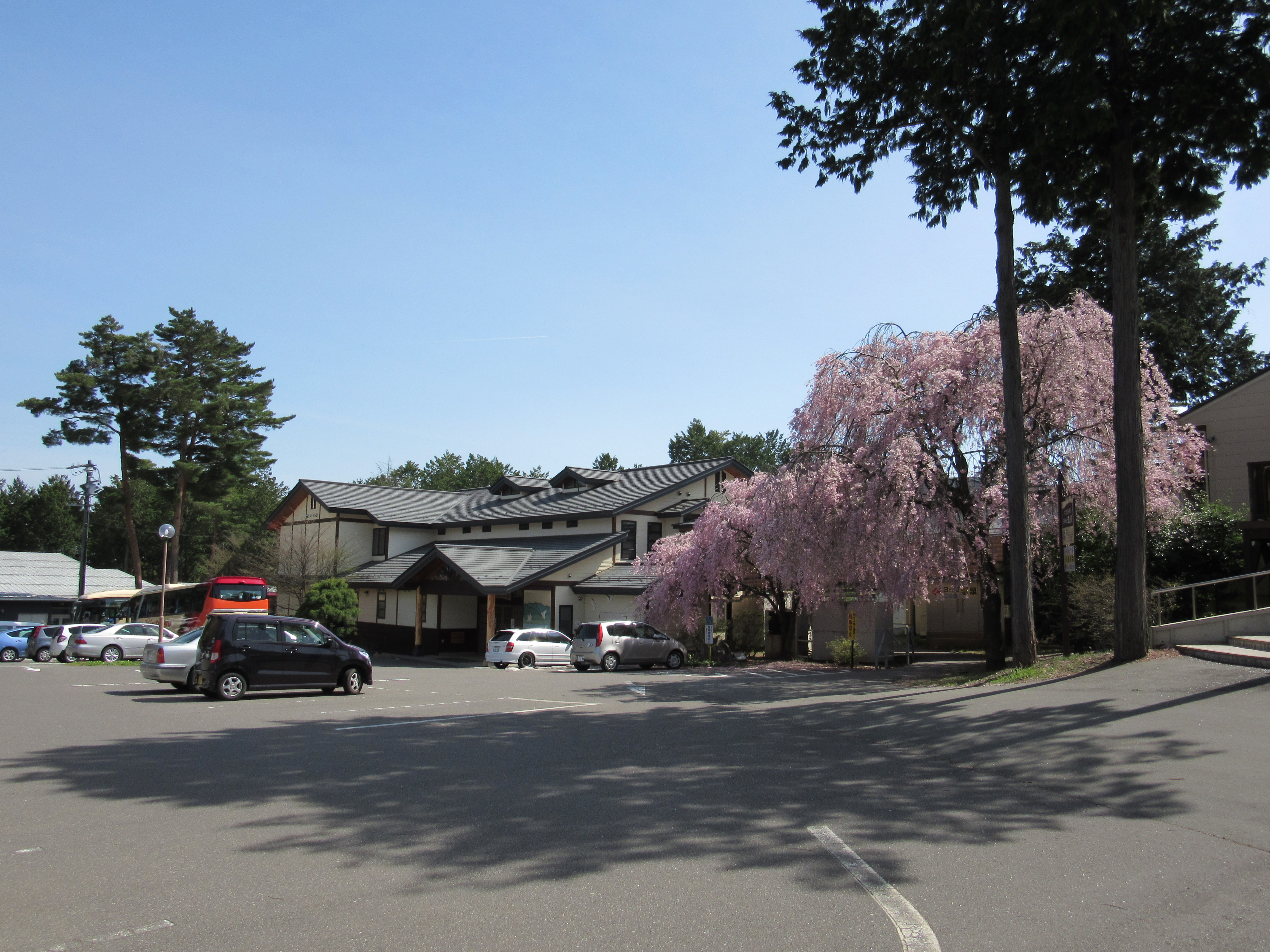
道の駅大芝高原
フォレスト大芝

### 鉄道
中心となる駅：北殿駅

#### 鉄道路線
東海旅客鉄道（JR東海）
■ 飯田線：（伊那市）- 田畑駅 - 北殿駅 -（箕輪町）

### バス
コミュニティバス
- 南箕輪村コミュニティバス「まっくんバス」
  - 村が運行するコミュニティバス。伊那バスへ運行委託。伊那バス#コミュニティバスを参照。

一般路線バス
- 伊那バス
  - 伊那本線（伊那市街地 - 南箕輪村 - 箕輪町）

伊那市、南箕輪村、箕輪町による試験運行。伊那バス、JRバス関東へ運行委託。

#### 高速バス
- 中央高速バス - バスタ新宿発着の飯田線が伊那バスストップ（中央道伊那インター、高速上の停留所）、駒ヶ根線が伊那インター前（インター外）に停車。
- 中央道高速バス - 名古屋線（名鉄バスセンター発着）が伊那インター前（インター外）に停車。
- アルペン伊那号 - 大阪線（大阪梅田発着）が伊那インター前（インター外）に停車。

### 道路

#### 高速道路
中日本高速道路（NEXCO中日本）
- 中央自動車道：- 伊那IC -

#### 国道
- 国道153号
- 国道361号
  - 権兵衛峠道路

#### 県道
主要地方道
- 長野県道87号伊那インター線
- 長野県道88号伊那箕輪線

一般県道
- 長野県道146号南箕輪沢渡線
- 長野県道426号吹上北殿線
- 長野県道476号伊那インター西箕輪線

#### 農道
- 伊那西部広域農道

#### 道の駅
- 道の駅大芝高原

## 教育
日本の村で唯一、国立大学のキャンパスが所在する村である。また全国で唯一保育園から大学まである村となっている。

### 大学
国立
- 信州大学 伊那キャンパス (農学部)
  - 中原寮

### 高等学校
県立
- 長野県上伊那農業高等学校

### 中学校
村立
- 南箕輪村立南箕輪中学校

### 小学校
村立
- 南箕輪村立南箕輪小学校
- 南箕輪村立南箕輪南部小学校

### 保育園
- 南部保育園
- 西部保育園
- 中部保育園
- 北部保育園
- 南原保育園
- たけのこ園（児童発達支援事業所）

### 職業訓練施設
県立
- 長野県南信工科短期大学校（職業能力開発短期大学校）

## 観光

### 名所・旧跡
主な城郭
- 倉田城

主な神社
- 大芝神社 - 大芝公園内に鎮座。
- 田畑神社
- 殿村八幡宮
- 大和泉神社

主な寺院
- 松林寺
  - 新四国霊場
- 恩徳寺

主な遺跡
- 神子柴遺跡

### 観光スポット
- 大宗館文庫
- 北殿エドヒガンザクラ
- 信州大芝高原
- 大芝の湯（大芝高原温泉）

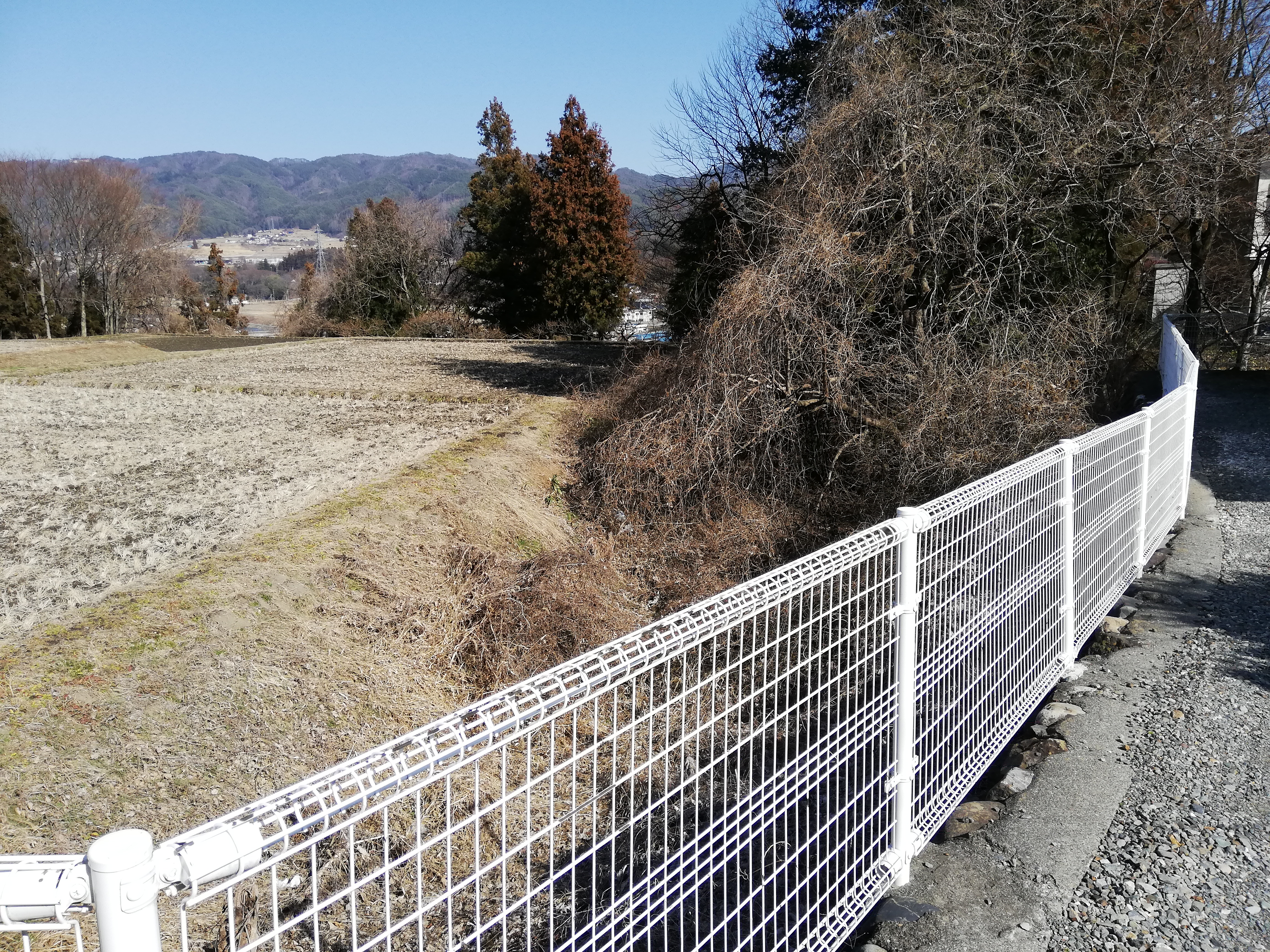
倉田城
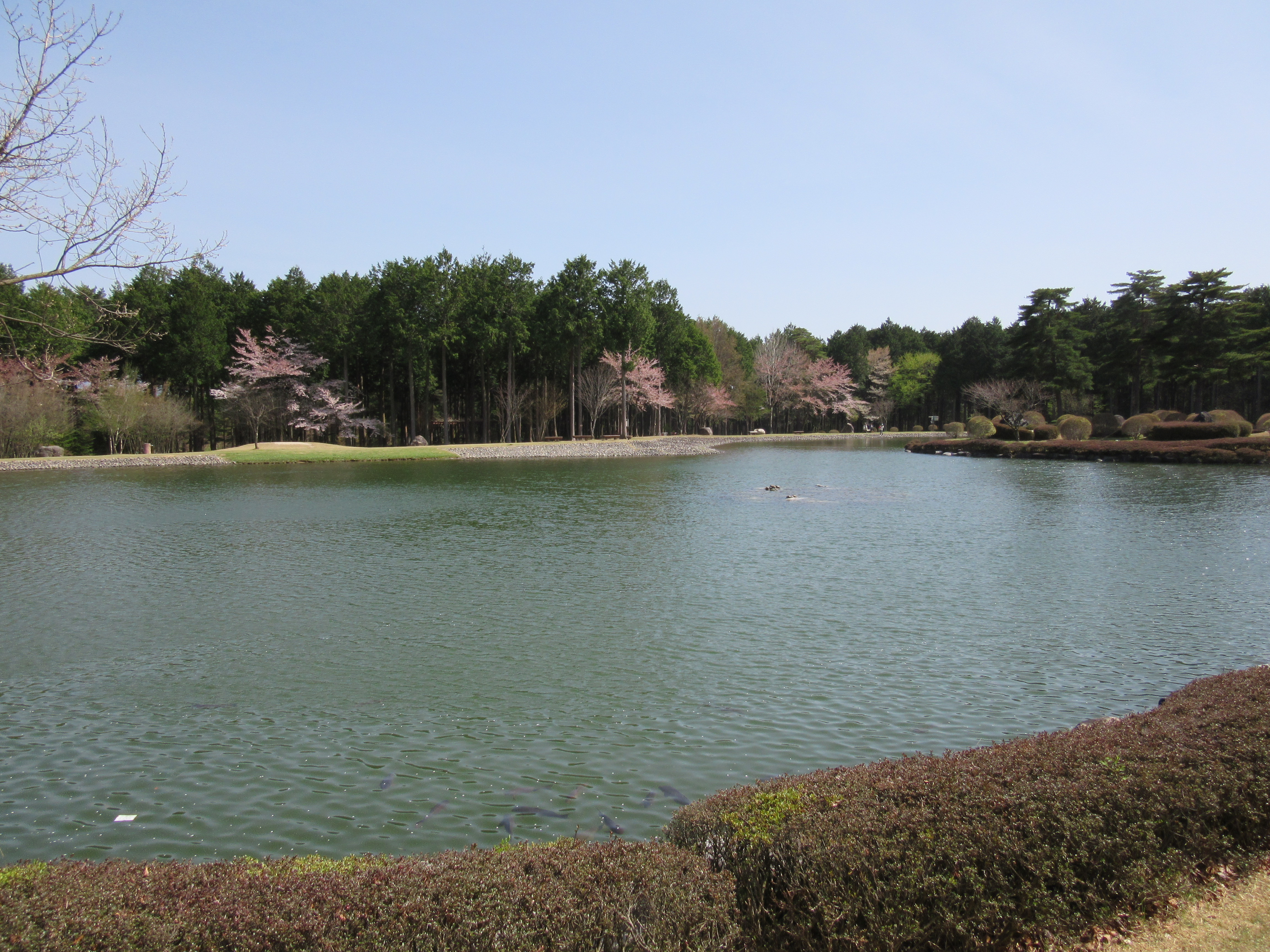
信州大芝高原・大芝湖
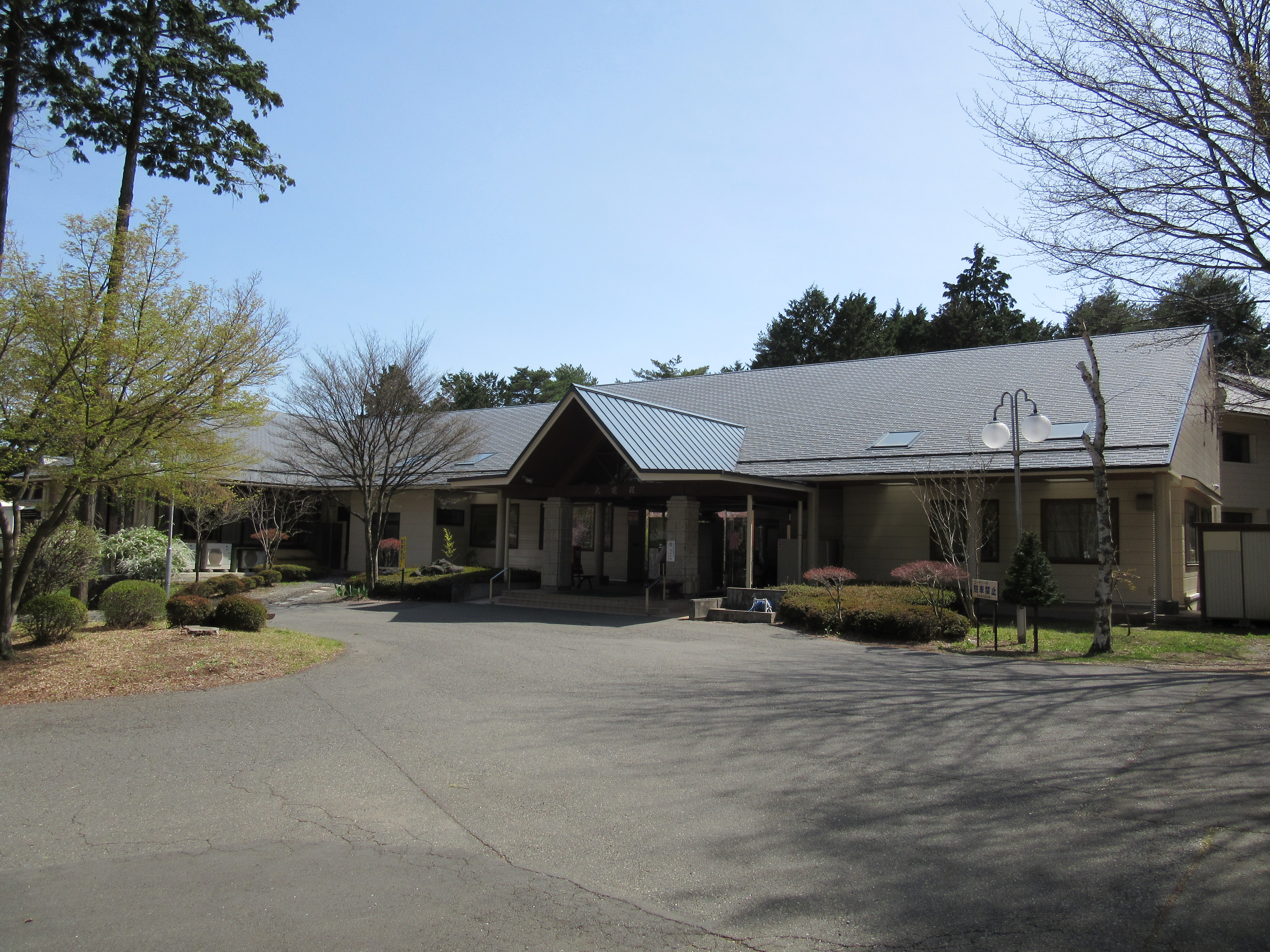
大芝荘
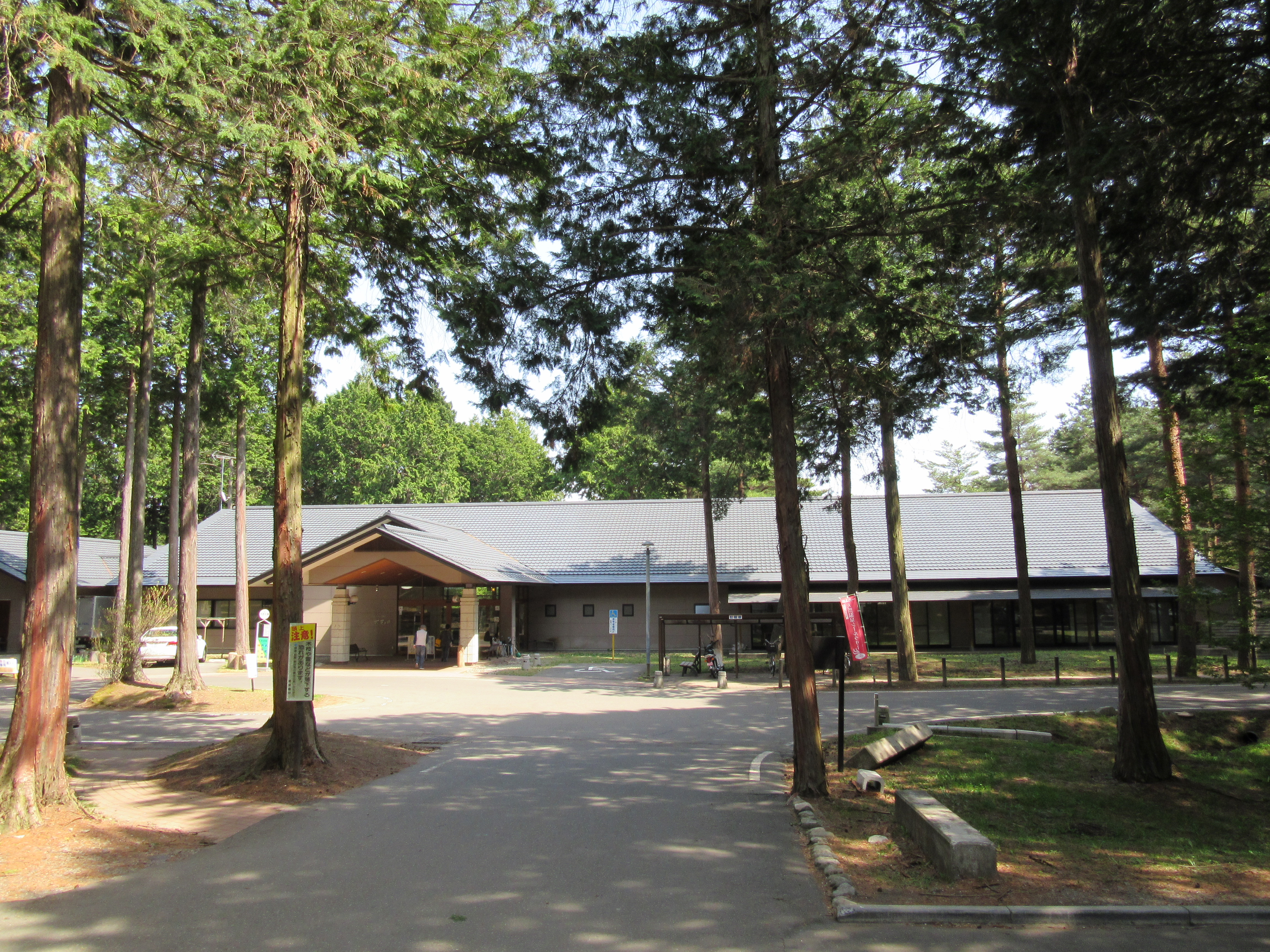
ふれあい交流センター大芝の湯

## 文化・名物

### 祭事・催事
- 田畑半沢ほたる祭り（6月中旬）
- 大芝高原灯ろうまつり（7月上旬）
- 子ども地球サミット（7月下旬から8月上旬）
- 盆正月（田畑地区、8月16日深夜-8月17日早朝）

庄屋の家の玄関を封鎖して正月飾りをつけ盆休みの1日延長を求めた故習。100年以上の歴史を持つ。
- 信州大芝高原まつり（8月下旬）
- 信州大芝高原イルミネーションフェスティバル（10月）
- 南箕輪村産業祭（10月下旬）
- 落葉松祭（信州大学農学部学園祭、11月下旬）

### 南箕輪村の日
南箕輪村の日（2月18日）
- 2013年（平成25年）6月14日、村民が郷土について理解と関心を深め、ふるさとを愛する心を育み、より豊かな郷土を築き上げることを期する日として、2月18日を「南箕輪村の日」として定められた。毎年、村内の保育園や小中学校、介護施設等では村で獲れた農作物を使った特別給食メニューやおやつが振る舞われている。[4]

### 名産・特産
- 大芝高原いちご：水耕栽培技術と長い日照時間で育ったいちごは甘くてビタミンＣがたっぷり。
- コシヒカリ「風の村米だより」：まっくんファームが栽培している特別栽培米（有機・減農薬栽培）。2014年には連携している長野県上伊那農業高等学校が、全国お米甲子園で特別優秀賞を受賞した。
- りんご：寒暖の差が激しく日照時間が長い南箕輪村のりんごは、信州のりんごの中でも色付きがよく味もよい。
- ブルーベリー
- わさび
- 白ネギ
- アスパラガス

### スポーツ

#### バレーボール
- VC長野トライデンツ - 男子SV.LEAGUE

## 出身関連著名人

### 出身著名人
- 有賀光豊 - 朝鮮殖産銀行頭取
- 加藤明治 - 教育者、児童文学作家

### マスコット
- まっくん：大芝高原のキャラクターとして1994年に制定後、現在は村全体のキャラクターとなっている。村木アカマツの妖精である（公式サイト）。
2011年のゆるキャラグランプリで最下位となったことから、「日本一人気のないキャラクター」を逆手にとった広報活動を行うなどしている。